# Konstantyn Anagnosta
Konstantyn Anagnosta (gr.: Κωνσταντῖνος Ἀναγνώστης, Kōnstantīnos Anagnōstēs) – poeta bizantyński, żyjący w XIII wieku, autor Półjambów dziękczynnych.
O życiu Konstantyna Anagnosty nie wiadomo nic poza tym, że żył w XIII wieku. Jest autorem złożonego z 92 wersów utworu zatytułowanego Półjamby dziękczynne (Hemijámbia epeucharistiká). Półjamby stanowią techniczne określenie schematu popularnej wówczas formy wiersza politycznego. Utwór został zadedykowany bliżej nieznanemu, wpływowemu sekretarzowi Konstantynowi. Drugi utwór, jaki pozostawił po sobie Anagnosta nie posiada tytułu. Został napisany w demotyku i stanowi serdeczne pocieszenie zatroskanego ucznia czy może syna.